# Liste der denkmalgeschützten Objekte in Gnesau
Die Liste der denkmalgeschützten Objekte in Gnesau enthält die 7 denkmalgeschützten, unbeweglichen Objekte der Gemeinde Gnesau.

## Denkmäler
| Foto |                 | Denkmal                                                                          | Standort                                | Beschreibung | Metadaten |
| ---- | --------------- | -------------------------------------------------------------------------------- | --------------------------------------- | --- | --- |
| ja   | Datei hochladen | Kath. Pfarrkirche hl. Leonhard und Wehrkirchhof HERIS-ID: 53764 Objekt-ID: 61793 | Gnesau Standort KG: Gnesau              | Eine romanische Saalkirche wurde im 14. Jahrhundert um einen – später barock erhöhten – Turm ergänzt; der spätgotische Chor ist aus dem 15. Jahrhundert. Die einheitliche Ausstattung ist von 1760; im Chor ist eine bemerkenswerte Mondsichelmadonna aus den 1520er Jahren. | BDA-Hist.: Q1795797 Status: § 2a Stand der BDA-Liste: 2025-06-30 Name: Kath. Pfarrkirche hl. Leonhard und Wehrkirchhof GstNr.: .1, 1 Saint Leonard Church (Gnesau)                   |
| ja   | Datei hochladen | Pfarrhof HERIS-ID: 80998 Objekt-ID: 94755                                        | Gnesau 33 Standort KG: Gnesau           | Der barocke Pfarrhof ist an einem Inschriftenstein mit Chronogramm mit 1766 bezeichnet. Über dem Eingang ist ein sekundär verwendeter spätgotischer Kielbogen von einer Sakramentsnische angebracht. In der Lünette des Kielbogens ist das Lamm Gottes und darüber ein Löwenwappen zu sehen. | BDA-Hist.: Q38174970 Status: § 2a Stand der BDA-Liste: 2025-06-30 Name: Pfarrhof GstNr.: .2/1 Pfarrhof Gnesau                                                                        |
| ja   | Datei hochladen | Evangelisches Pfarr-, Schul- und Bethaus HERIS-ID: 53760 Objekt-ID: 61789        | Gnesau 61 Standort KG: Gnesau           | Das evangelische Pfarrhaus wurde 1846 errichtet. | BDA-Hist.: Q63986150 Status: § 2a Stand der BDA-Liste: 2025-06-30 Name: Evangelisches Pfarr-, Schul- und Bethaus GstNr.: .75 Evangelischer Pfarrhof Gnesau                           |
| ja   | Datei hochladen | Evang. Pfarrkirche A.B. und Friedhof HERIS-ID: 53763 Objekt-ID: 61792            | bei Gnesau 61 Standort KG: Gnesau       | Die einheitlich neugotische Kirche mit ebensolcher Einrichtung wurde 1870/71 von Antonio Missoni erbaut. | BDA-Hist.: Q1381084 Status: § 2a Stand der BDA-Liste: 2025-06-30 Name: Evang. Pfarrkirche A.B. und Friedhof GstNr.: .76, 394/1, 394/2 Evangelische Pfarrkirche Gnesau                |
| ja   | Datei hochladen | Friedhofskapelle HERIS-ID: 81007 Objekt-ID: 94765                                | Zedlitzdorf Standort KG: Zedlitzdorf    | Friedhofskreuz, großer Nischenstock mit Satteldach. Wandmalereien mit Säulenarchitektur, volkskundlich interessanten Darstellungen der Leidenswerkzeuge Christi und Christus am Kreuz mit Assistenzfiguren, um 1800. Geschnitztes Kruzifix, darüber Inschrift. | BDA-Hist.: Q38174981 Status: § 2a Stand der BDA-Liste: 2025-06-30 Name: Friedhofskapelle GstNr.: 84 Friedhofskapelle in Zedlitzdorf, Gnesau                                          |
| ja   | Datei hochladen | Kath. Pfarrkirche Unsere liebe Frau HERIS-ID: 55208 Objekt-ID: 63775             | Zedlitzdorf 34 Standort KG: Zedlitzdorf | Die Kirche befindet sich an der Nord-Seite Hospizkomplexes. Eingezogener, halbrund geschlossener Chor, niedriger als das Langhaus. Über der östlichen Chorfront ragt ein Glockenturm mit rundbogigen Schallöffnungen und geschwungenem Pyramidendach empor. Die West-Fassade wird von Blendfeldern und Rundnischen gegliedert. Alle Dächer sind holzschindelgedeckt.                              | BDA-Hist.: Q38064100 Status: § 2a Stand der BDA-Liste: 2025-06-30 Name: Kath. Pfarrkirche Unsere liebe Frau GstNr.: .1 Pfarrkirche Unsere Liebe Frau, Zedlitzdorf (Gnesau)           |
| ja   | Datei hochladen | Ehem. Kloster, Karmeliterhospiz HERIS-ID: 36346 Objekt-ID: 35212                 | Zedlitzdorf 34 Standort KG: Zedlitzdorf | Das ehemalige Hospiz ist ein quadratischer zweigeschoßiger Gebäudekomplex mit kreuzgratgewölbtem Kreuzgang um einen quadratischen Hof. Unter Maria Theresia erfolgte die Gründung eines Karmeliterhospizes zum Zwecke der Missionierung des stark protestantischen Gebietes; dessen Kirche wurde 1768 geweiht. Nach der Aufhebung 1787 wurde es eine Kuratie. Der Hospizkomplex ist heute privat. | BDA-Hist.: Q37969845 Status: Bescheid Stand der BDA-Liste: 2025-06-30 Name: Ehem. Kloster, Karmeliterhospiz GstNr.: .2 Ehemaliges Kloster und Karmeliterhospiz, Zedlitzdorf (Gnesau) |